# Bariumcyanid
Bariumcyanid (Ba(CN)2) är ett salt av barium, som framställs genom upphettning av briketter, innehållande tre delar bariumkarbonat och en del träkol till 1500 °C i kväveatmosfär, varefter generatorgas fri från kolsyra leds över massan, sedan den avkylts till 1100 °C. Vid starkare upphettning avspjälkar den kväve, i närvaro av vattenånga ammoniak.